# Parafia św. Wawrzyńca w Borownie
Parafia św. Wawrzyńca w Borownie – parafia rzymskokatolicka znajdująca się w archidiecezji częstochowskiej, w dekanacie Kłomnice.